# L'arte del dubbio
L'arte del dubbio (Sellerio 2007) è un saggio di Gianrico Carofiglio.
Nato dalla rielaborazione di un testo specialistico (dedicato alla complessa casistica della cross-examination) si presenta di fatto come un lavoro in cui l'esame di alcuni casi, depurati dalle circostanze specifiche (nomi e circostanze che renderebbero identificabili i protagonisti) si presenta agli occhi del lettore alla stregua di un viaggio a cavallo tra filosofia e giurisprudenza con la sostanziale aggiunta di un ritmo di tipo romanzesco. 

## Edizioni
- L'arte del dubbio, Palermo, Sellerio editore Palermo, 2007. ISBN 8838922497.